# Cheng Wang-Tie
Cheng Wang-Tie es un deportista taiwanés que compitió en taekwondo. Ganó una medalla de bronce en el Campeonato Asiático de Taekwondo de 1974, en la categoría de –68 kg.

## Palmarés internacional
| Representando a China Taipéi |                      |                   |           |
| Campeonato Asiático          |                      |                   |           |
| Año                          | Lugar                | Medalla           | Categoría |
| 1974                         | Seúl (Corea del Sur) | Medalla de bronce | –68 kg    |